# ドゥーエー包囲戦 (1667年)
ドゥーエー包囲戦（ドゥーエーほういせん、フランス語: Siège de Douai）は、ネーデルラント継承戦争中の1667年6月30日から7月4日にかけて行われた包囲戦。

## 経過
トゥルネー包囲戦の後、フランス王ルイ14世はデュラス伯爵（Duras）にドゥエー(ドゥーエー)の包囲を命じた。フランス軍は7月3日に砲撃を開始、翌日には溝と外壁を越えて半月堡まで着いた。ドゥエーの守備軍は同日に降伏した。
セバスティアン・ル・プレストル・ド・ヴォーバンはこの包囲戦で左頬にマスケット銃撃を受けて傷跡を残した。